# Elleben
Elleben település Németországban, azon belül Türingiában. Lakosainak száma 872 fő (2023. december 31.). Elleben Klettbach és Osthausen-Wülfershausen községekkel határos.

## Népesség
A település népességének változása:
| Lakosok száma | 870  | 879  | 891  | 888  | 872  |
|               | 2017 | 2019 | 2021 | 2022 | 2023 |